# Osteoblast
Osteoblaster är en typ av benceller som spelar en viktig roll i kroppens uppbyggnad av ben (bentätheten). De aktiveras av  bisköldkörtelhormon och kalcitriol, och deras huvudsakliga uppgift är att stimulera produktionen av ny benvävnad.  Man kan likna det vid en byggnadsarbetare som placerar ut armeringsjärn (osteoid som består av kollagen I och benmatrixproteiner) runt sig själv. 
Vid normal tillgång till kalcium och fosfat kommer armeringen successivt att mineraliseras och omsluta osteoblasten. En osteoblast som stängt in sig kallas osteocyt. Vanligtvis tar det ca 10 dagar innan armeringen mineraliserats, därefter fortsätter mineralhalten att ökas om än med en långsammare hastighet. Om osteoblasten själv styr mineraliseringen, och i så fall hur, är fortfarande okänt.[källa behövs] Osteoblaster finns mellan benhinnan och benet, och i en söm under benändarna hos växande ungdomar och personer som brutit benet. Cellerna är kubformade och upptäcks i mikroskop genom att de suger åt sig basiska färgämnen. De kommunicerar med porer genom cellerna (gap junctions). 
Osteoblasterna styr i sin tur de bennedbrytande cellerna, osteoklasterna.